# San Pablo (Nuovo Messico)
San Pablo è un census-designated place (CDP) degli Stati Uniti d'America, situato nello stato del Nuovo Messico, nella contea di Doña Ana.